# Richard Speck
Richard Benjamin Speck, född 6 december 1941 i Kirkwood, Illinois, död 5 december 1991 i Joliet, Illinois, var en amerikansk brottsling, massmördare och våldtäktsman som under natten till den 14 juli 1966 våldtog och mördade åtta kvinnor i Chicago, för vilket han dömdes till döden men fick senare straffet ändrat till livstids fängelse.

## Uppväxt och ungdom
Speck föddes som nummer sju i en skara på åtta syskon. Föräldrarna var Benjamin Speck och Mary Gladys Sterner. Familjen var mycket religiös, särskilt modern Mary som innanför hemmets väggar höll en strikt moral där barnen bestraffades för alltifrån svordomar till att prata för högt. Speck skulle under sina första år finna en utväg från sin dominanta mor genom sin far, som han avgudade. Men när fadern dog 1946 slogs Specks tillvaro i spillror. Familjen flyttade kort efter faderns död till Dallas i Texas där modern gifte om sig med en man vid namn Carl Lindberg. Den unge Speck och Lindberg hatade varandra från första stund och det svåra klimatet hemma påverkade Specks skolarbete; han skolkade mycket och började umgås med folk som tog droger och ska under den här tiden även varit inblandad i en hel del småbrott. Efter flera år av spänningar mellan Speck och styvfadern blev han vid 15 års ålder utslängd hemifrån av den allt mer alkoholiserade Lindberg.
Redan som 12-åring hade Speck börjat dricka alkohol; en vana han själv påstod ha fått från sin svårt alkoholiserade styvfar, och efter att ha blivit utslängd började han dricka och röka i allt större mängder. I ett antal år drev han runt i östra USA och begick flera småbrott men också flera allvarligare brott; vid ett flertal tillfällen greps han för rån och våldtäktsförsök men lyckades undvika några längre straff. Under den här tiden hade han också ett flertal småjobb men aldrig något som varade särskilt länge.
År 1963 gifte han sig med den 16 år gamla Shirley Malone med vilken han också fick en son, Robbie. Men äktenskapet blev olyckligt och Speck misshandlade sin hustru regelbundet. Samtidigt var han ofta borta långa perioder eftersom han ständigt åkte in och ut ur fängelse. År 1966 tog Shirley ut skilsmässa när Speck fortfarande satt i fängelse. Han skulle aldrig mer träffa vare sig Shirley eller sin son igen.

## Morden
Natten mellan den 13 och 14 juli 1966 bröt sig Speck in i en lägenhet på 2319 East 100th street i Chicago; i huset bodde nio unga kvinnor som studerade till sjuksköterskor. De låg och sov när Speck bröt sig in. Beväpnad med en kniv och en pistol tog han alla kvinnorna i lägenheten som gisslan genom att binda fast dem i sina sängar. Det är oklart om Specks avsikt från början hade varit att mörda dem eller om han bara ville råna dem på pengar och värdesaker, men Speck släppte av okänd anledning de motiven och under timmarna som följde högg han systematiskt ihjäl åtta av kvinnorna innan han under småtimmarna gick därifrån i tron om att han hade begått det perfekta brottet. Han tog kvinnornas pengar med sig.
Speck hade under större delen av sitt liv varit övertygad om att han var förutbestämd att bli en ökänd brottsling som skulle skapa stora tidningsrubriker. Nu trodde han att han hade lyckats. Men Speck hade gjort flera missbedömningar. Den nionde kvinnan, Corazón Amurao, hade lyckats hålla sig gömd under en säng hela tiden och inte blivit upptäckt av Speck. Hon kunde sedan kontakta polisen. Tack vare Amuros vittnesuppgifter och de många fingeravtryck som Speck hade lämnat på platsen lyckades polisen på bara någon timme identifiera Speck eftersom han redan fanns i brottsregistret. Följande dag var nyheten om de brutala morden på alla förstasidor i landet. Snart satt efterlysningsaffischer med Specks ansikte över hela Chicago. Då Speck förstod att det fanns en överlevande och att han var identifierad greps han av panik. Under falskt namn tog han in på ett hotell och försökte vänta tills läget hade lagt sig och då kunna lämna Chicago; just då var det omöjligt eftersom polisen bevakade all trafik ut ur staden. Efter några dagar orkade han inte mer och försökte ta livet av sig på sitt hotellrum genom att skära upp handlederna med en trasig flaska. Men detta misslyckades eftersom hotellchefen, som var irriterad på Speck för att han inte betalat hyran för rummet, bara någon minut senare gick in i hans rum och hittade honom. Speck fördes till sjukhus där hans liv med nöd och näppe kunde räddas. I samband med detta identifierades han och arresterades för morden.
Speck hävdade till en början under rättegången som följde att han inte mindes vad han hade gjort under mordkvällen eftersom han varit full och därför hade stora minnesluckor. Ingen godtog dock hans historia och det påverkade inte domslutet. Han ändrade senare sin historia och erkände allt. Corazón Amurao vittnade mot honom i rätten.

## Efterspel
Speck dömdes till döden i elektriska stolen för morden men fick senare straffet ändrat till livstid. Han placerades på Stateville Prison och kom att tillbringa resten av sitt liv i fängelse. Under den första tiden i fängelset målade han mycket, och enligt andra fångar och vakter var han lugn och nästan lycklig; fängelset blev hans första fasta tillvaro sedan barndomen och han verkade uppskatta det. Men med åren blev han alltmer tillbakadragen och höll sig mer och mer för sig själv. Han visade aldrig någon ånger eller skuld för vad han hade gjort utan talade istället om det som om det vore ett trevligt minne. Richard Speck dog på morgonen den 5 december 1991 av en hjärtattack. Speck tillbringade sammanlagt över två tredjedelar av sitt liv i fängelse.

## Offer
- Gloria Jean Davy, född 1944, död 14 juli 1966
- Patricia Ann Matusek, född 8 december 1945, död 14 juli 1966
- Nina Jo Schmale, född 27 december 1941, död 14 juli 1966
- Pamela Lee Wilkening, född 2 augusti 1945, död 14 juli 1966
- Suzanne Bridgit Farris, född 10 september 1944, död 14 juli 1966
- Mary-Ann Jordan, född 4 oktober 1945, död 14 juli 1966
- Merlita Gargullo, död 14 juli 1966
- Valentina Pasion, död 14 juli 1966

## Överlevande
- Corazon Pieza Amurao, född 1943